# Kuwayama medicaginis
Kuwayama medicaginis är en insektsart som först beskrevs av Crawford 1910.  Kuwayama medicaginis ingår i släktet Kuwayama och familjen spetsbladloppor. Inga underarter finns listade i Catalogue of Life.